# Estádio João Marcatto
Estádio João Marcatto – stadion piłkarski, w Jaraguá do Sul, Santa Catarina, Brazylia, na którym swoje mecze rozgrywa klub Grêmio Esportivo Juventus i Esporte Clube São Luiz.